# Онуфрий Габровски
Онуфрий е български светец, преподобномъченик за християнската вяра. От Българската православна църква се чества на 4 януари. В някои църковни календари Св. Онуфрий Габровски фигурира под първото му монашеско име Св. Манасий Габровски.

## Житие
Роден в Габрово, в семейство на местни първенци, известни като много благочестиви хора. Отначало името му е Матей. Учи се в българско училище, но явно знае и турски. На 17-годишна възраст се скарва с родителите си и в яда си им заявява, че ще се отрече от християнството и ще приеме исляма. За да не се възползват от това дочулите го турци и да го обрежат, близките му известно време го укриват, а после го пращат в манастир (най-вероятно - Троянския манастир „Успение Богородично“), където се подстригва за монах под името Манасий. Постепенно е обхванат от разкаяние за лекомисленото си изказване против вярата си.
По-късно се премества в Хилендарския манастир на полуостров Атон, където е ръкоположен за дякон. Също там приблизително по това време се е замонашил и баща му Дечо, с монашеското име Даниил. След време Манасий напуска Хилендар и отива в Предтеченския скит при тамошния духовник Никифор с молба – да го подготви за мъченически подвиг, с който иска да изкупи вината си за някогашните си думи. Подготовката му там продължава 4 месеца и в края й Никифор го подстригва във велика схима с името Онуфрий и го праща на остров Хиос - място прочуло се наскоро със смъртта на няколко нови мъченици и където и Онуфрий има намерение да се подложи на същото. В него той посвещава неколцина от новите си другари и те го подпомагат с организацията на събитието.
На о. Хиос св. Онуфрий живее седмица в пост и молитва (наставляван от изпратения заедно с него хилендарски монах Григорий Пелопонесец), докато в петък – в памет на разпъването на Исус – отива облечен в турски дрехи, представяйки се за дългогодишен потурчен, но останал таен християнин, пред кадията и в присъствието на няколко други негови посетители обижда Мохамед и хвърля на земята зелената чалма (вероятно наподобяваща шапка на емир), която е сложил от главата си. Увещават го да се извини, но той категорично отказва, така че го затварят и мъчат, а после е осъден на смърт. Преди кончината му някои го питат за името и за родината му, а той за да предпази съмишлениците си-монаси казва, че се нарича Матей и е от Велико Търново. Същевременно предварително се е потрудил да стане известен из околността, споделяйки плана си с местния хлебар, при когото се отбива, както и посещавайки в образа си на турчин няколко от местните църкви, но държейки се там като християнин.
На 4 януари 1818 г. на самия морски бряг му отсичат главата, след което събират всичките му останки, включително пролятата кръв, която изгребват заедно с почвата около лобното му място и навсякъде където е пръсната, откарват тях и дрехите му с кораб навътре в морето. Там и ги изхвърлят, събрани в няколко коша; почистват добре и кораба, а вероятно и ятагана на джелатина. Целта на цялата процедура е да се попречи на християните (събрала се е голяма тълпа) да получат достъп, до каквато и да било част от мощите му. Гърците от Атон го канонизират и му съставят житие и служба в негова чест, скоро след това.

## Почит към габровския светец
През 20-те години на XIX век архимандрит Йосиф Соколски посещава Света гора. След като се завръща, донася със себе си ръкописа на „Габровски сборник“, в който е описано житието на св. мъч. Онуфрий Габровски. То е преписано от габровеца Петко х. Манафов. През 1903 г. Васил Карагьозов е на поклонение в манастира „Св.вмч. Георги Зограф“ на Атон. От там донася житието и службата на Св. Онуфрий Габровски и ги дарява на Девическия манастир „Свето Благовещение (Габрово)“. Както сам пише във в-к „Търновски епархийски вести“, той е измолил „да се споменава всякога на отпуст църква името на Габровския светия“.
Въпреки старанията на турците да се отърват от мощите на монаха, се предполага че те или част от тях са изплували и са се запазили. Частица от мощите на Свети Онуфрий се съхраняват в храма „Успение Богородично“ в Габрово. През 2020 година в Габрово е осветен храм „Св. Онуфрий, Дамаскин и всех мучеников Габровских“.